# PENTAGRAM
PENTAGRAM（ペンタグラム、略称：PGM）は、かつて国内外のeスポーツシーンで活動していた日本のプロゲーミングチーム。2012年に設立された「Rampage」（ランページ、略称：RPG）を前身として、2018年1月にチーム名を「PENTAGRAM」に変更した。LJLで3連覇するなど、日本の『League of Legends』シーンで代表的なチームであった。2018年11月30日、チーム解散を発表。

## 概要
2012年9月、MizuRussian (中村洋樹) が前身となるゲーミングチーム「myRevengeRampage」を設立。初期のメンバーはyuansama、meromeron (Kiichi Watanabe)、ponichan、Harakiri Boy (Envy)、Aotaka (Takuya Fujita) など。2014年1月に Ozone Gaming Gearがスポンサーになったことで「Ozone Rampage」に名称を変更、プロゲーミングチームとなる。2015年12月にOzoneとの契約終了に伴い、チーム名を「Rampage」に。
2018年1月、グッズ作成に伴う商標登録等の問題解決を図るために、チーム名を「PENTAGRAM」に変更することを発表した。新たなチーム名「PENTAGRAM」は、以前の「RAMPAGE」の各文字がすべて含まれている。また同時にホームページの変更、LJL2018年ロースターの変更、新たなスポンサー契約の発表を行った。
2018年2月にチーム韓国人選手へのハラスメント問題が発覚すると、外国人差別やそのハラスメント行為が日本国内だけでなく海外メディアで報じられるほどの大問題となる。2018年11月30日、『League of Legends』部門の解散を公式に発表し、チームは事実上解散した。

## 在籍選手
2018年4月11日時点
League of Legends部門
| プレイヤー名 | 名前           | 役割       |
| ------------ | -------------- | ---------- |
| Paz          | 佐々木四郎     | トップ     |
| Once         | ジャン・セヨン | ジャングル |
| Ramune       | 小澤統         | ミッド     |
| YutoriMoyasi | 野口悠太       | ADC        |
| Gaeng        | ヤン・グワンユ | サポート   |

## 成績
- 2012年 
  - 第4回 振興大会 1位　
  - 新年トーナメント 1位
- 2013年 [2]
  - LJC ROCCAT&MSI CUP 1位
  - JCG Premier League season4 2位
  - World Cyber Gaming Japanese Qualify Spot 1位
  - JCG Premier League Final 3位
- 2014年 [2]
  - JCG Premier Winter Season1 2位
  - LJL Winter Season 2位
  - LJL Spring Season 3位
  - LJL Summer Season 3位
- 2015年 [2]
  - LJL Season1 4位
  - JCG Premier League Spring Season 1位
  - LJL Season2 1位
  - LJL Grand Championship Final 2位
  - JCG Premier League Summer Season 1位
- 2016年 [2]
  - LJL Spring Split Final 2位
  - StarLadder i-league INVITATIONAL 2位
  - LJL Summer Split 優勝
  - International Wildcard Qualifier (IWCQ) 2016 5位
  - 2016 IEM出場
- 2017年 [2]
  - LJL 2017 Spring Split 優勝（2連覇）
  - LJL 2017 Summer Split 優勝（3連覇）

## スポンサー・パートナー
- スポンサー
  - G-Tune（株式会社マウスコンピューター）
  - AKRACING（テックウインド株式会社）
  - THE BAGMANIA（株式会社ヤマニ）
  - 株式会社ヤマニ
  - ふじざくら命水（富士桜命水株式会社）
  - BATTERY（Sinebrychoff社）
- パートナーシップ
  - Twitch

## チーム韓国人選手へのハラスメント問題
2017年12月7日、Rampageを運営するy’s agency株式会社従業員である藤田拓也氏（Aotaka）は、同チーム所属選手だったDaraに対して、強制的に在留カードの提出を求め、一時的にDaraを在留カードの携帯義務違反の状況にさせた。また、同チーム所属選手のTussleに対しても、在留資格更新手続きの妨害（情報提供の協力の拒絶、虚偽の情報の付与）を行い、Tussleも在留カードの携帯義務違反の状況に陥った。このような状況下においてy’s agency株式会社取締役の中村洋樹氏（MizuRussian）は、Daraの新たな所属先に対して、在留カードがPENTAGRAMの所有物という主張を強弁し、藤田氏の行動を追認した。
これらの行動は、チームメンバーが不道徳等の慣習的な基準に反すると運営チームがみなす行為を禁じた、LJL公式ルール（第10.2.10条）に違反しているとし、2018年2月5日、LJLは、PENTAGRAMに対して「LJL 2018 春スプリットWeek 1から5での各マッチにおいて各1ゲーム没収」、藤田氏・中村氏には「LJLおよびLJL CSへの出場停止（リーグ開催期間3ヶ月間）」というペナルティを科した。また、Dara、Tussleに対し、口頭での警告が行われた。
2月7日、PENTAGRAMはペナルティに対するお詫びを発表した。発表された文書では、今回の件の原因が「お互いの齟齬がもたらしたもの」と述べられている。また、末文において「※上記内容につきましては、ライアットゲームズ様の許可を得てリリースさせて頂いております」と記述されているが、これに関してLJLは、PENTAGRAMから独自で説明を公表するための許可であり、PENTAGRAMの意向や主張が含まれていることを認めている。
5月3日、SCARZ Burning Coreに移籍し、選手兼コーチとして活動していたDaraは引退を表明。Daraはこの件を巡るPENTAGRAMの対応により、プレーがままならないほどの精神的苦痛を受け薬を服用していること、LJL1部に昇格したもののPENTAGRAM関係者と対面することになる事実に恐怖を感じ、引退を決意したと述べている。
LJLは2017年12月の問題発覚後、2018年2月まで処分発表が遅れた原因は、関係者への調査や法的判断の検証を行ったためとしている。Daraの失望には深く共感しているものの、処分内容については客観的事実や法的判断に沿ったものであり、今後は再発防止に向けコンプライアンスの啓発をするとともに、選手への相談窓口を開設する予定であると発表した。
2018年11月30日、『League of Legends』部門の解散と中村洋樹氏（MizuRussian）の退任を公式に発表し、チームは事実上解散した。